# Sam Jinks
Sam Jinks (* 1973 in Bendigo) ist ein australischer bildender Künstler, der für seine realistischen Skulpturen aus Silikon, Kunstharz und Fiberglas bekannt ist.

## Leben
Jinks wuchs in einem Elternhaus auf, das seine Kreativität förderte. Seine Mutter arbeitete als Krankenschwester und Malerin, sein Vater war Zimmermann und Schullehrer für Mathematik und Physik. Nach seiner Schulzeit arbeitete Jinks zunächst als Illustrator. Kenntnisse über die von ihm verwendeten Werkstoffe Latex und Silikon gewann er während seiner daran anschließenden Arbeit beim Fernsehen, wo er für Werbespots und Filme in der Requisite und beim Entwurf und der Fertigung von Masken und Plastiken tätig war. 2003 setzte er für die Künstlerin Patricia Piccinini anlässlich der Biennale di Venezia Teile ihrer Entwürfe um.  Jinks ist Vater zweier Kinder und lebt und arbeitet in Melbourne.

## Werk
Nach ersten Skizzen und dem Anfertigen von Miniaturmodellen modelliert Jinks seine Skulpturen auf einem Stützgerüst aus Stahl und Holz erst in Ton, bevor er sie in Silikon gießt. Nach der Ausformung seiner naturalistischen Darstellungen von Menschen setzt er menschliche Haare ein und trägt zuletzt Farbe auf. Eine Besonderheit seiner Skulpturen liegt darin, dass menschliche Körper stets etwas kleiner als im Maßstab 1:1 abgebildet sind. Daneben fertigt er auch, teils überlebensgroße, Tierskulpturen, wie etwa von Schnecken und Insekten.
Künstlerisch ist er dem Hyperrealismus zuzuordnen. Themen seiner Werke sind wiederkehrend Tod und Geburt als Teil eines ewigen Kreislaufs.
Seine detailreichen, als „poignantly beautiful“ (ergreifend schön) und  „irresistible in their striking resemblances to real life“ (unwiderstehlich in ihren auffallenden Ähnlichkeiten zum realen Leben) beschriebenen Skulpturen „causing one to ponder larger universal ideas associated with life, death, and intimacy“ (zwingen den Betrachter zum Nachdenken über größere universelle Ideen bezüglich Leben, Tod und Intimität).
Werke von Sam Jinks befinden sich unter anderem im Kiran Nadar Museum of Art, New Delhi, im Museo Escultura Figurativa Internacional Contemporánea (MEFIC), Portugal, der  RMIT Gallery, Melbourne, dem McClelland Gallery and Sculpture Park und dem Shepparton Art Museum, Shepparton.

## Ausstellungen (Auswahl)
Einzelausstellungen
- 2013: Sullivan+Strumpf, Art Stage Singapore, Marina Bay Sands, Singapur
- 2012: Time Machine. Sullivan+Strumpf, Sydney
- 2012: Body in Time. Shepparton Art Museum, Shepparton and touring Lismore Regional Gallery, Lismore; Rockhampton Art, Gallery, Rockhampton
- 2012: India Art Fair. New Delhi
- 2011: New Work. New Albion Gallery, Sydney
- 2010:  Shepparton Art Museum, Shepparton
- 2008: Melbourne Art Fair. Royal Exhibition Building, Boutwell Draper Gallery, Melbourne
- 2008: Benalla Art Gallery, Melbourne
- 2007: Boutwell Draper Gallery, Sydney
- 2006: Benalla Art Gallery, Melbourne
- 2005: Distortions. West Space, Melbourne

Gruppenausstellungen
- 2023: Sembra Vivo. Palazzo Bonaparte, Rom[3]
- 2020: ¿Lebensecht? 50 Jahre Hyperrealistische Skulptur. Osthaus Museum Hagen[4]
- 2019: La Boverie: Hyperrealism Sculpture. Ceci n’est pas un corps. La Boverie, Museum für moderne und zeitgenössische Kunst, Lüttich[5]
- 2019: Galway International Arts Festival. Galway[1]
- 2018: Almost Alive. Hyperrealistische Skulptur in der Kunst. Kunsthalle Tübingen[6]
- 2016: Escultura hiperrealista 1973-2016. Museo de Bellas Artes de Bilbao, Bilbao[7]
- 2015/16: Madonna. Frau – Mutter – Kultfigur. Niedersächsisches Landesmuseum Hannover[8][9]
- 2014: „In the Flesh“ National Portrait Gallery, Canberra
- 2013: Personal Structures: Time, Space, Existence. Biennale di Venezia, Italien
- 2012: Animal/Human. University of Queensland Art Museum, Brisbane
- 2012: ArtHK12. Sullivan+Strumpf, Hong Kong Exhibition and Convention Centre, Hong Kong
- 2011: Art Stage Singapore. Sullivan+Strumpf, Marina Bay Sands, Singapur.
- 2011: Double Vision. McClelland Gallery and Sculpture Park, Langwarrin
- 2010: Melbourne Art Fair. Karen Woodbury Gallery, Royal Exhibition Centre, Melbourne
- 2009: Surveying the Field. Counihan Gallery, Melbourne
- 2007: Voiceless: I feel therefore I am. Sherman Galleries, Sydney
- 2006–07: Truth and Likeness. National Portrait Gallery, Canberra
- 2006: Random Access. McClelland Gallery and Sculpture Park, Langwarrin
- 2002: Baby. First Floor Gallery, Melbourne
- 2001: Diamonds in the Rough. Gertrude Contemporary Art Spaces, Melbourne
- 2000: Sleeping man. Ardwolf Gallery, Melbourne